# Fabrice Lapierre
Pour les articles homonymes, voir Lapierre.
Fabrice Lapierre (né le 17 octobre 1983 au Réduit, un quartier de Moka, à Maurice) est un athlète australien spécialiste du saut en longueur.

## Carrière
Fabrice Lapierre se distingue durant les Championnats du monde junior 2002 de Kingston en remportant la médaille d'argent du saut en longueur avec un bond à 7,74 m. Étudiant à la Texas A&M University, il s'adjuge le titre des Championnats NCAA 2005, avant de prendre l'année suivante la troisième place des Jeux du Commonwealth de Melbourne, derrière le Ghanéen Ignisious Gaisah et le Botswanais Gable Garenamotse.
Sélectionné pour les Jeux olympiques d'été de Pékin en 2008, l'athlète australien est éliminé dès les qualifications, ne parvenant pas à améliorer la marque de 7,90 m. En fin de saison, il remporte la finale mondiale de l'athlétisme de Stuttgart avec un saut à 8,14 m.
En 2009, l'Australien échoue au pied du podium des Championnats du monde de Berlin avec un saut à 8,21 m, à sept centimètres de son compatriote médaillé de bronze Mitchell Watt, avant de signer un second succès consécutif lors de la finale mondiale d'athlétisme se déroulant en fin de saison à Thessalonique (8,33 m).

### Champion du monde en salle (2010)
Il remporte son premier titre international majeur en début de saison 2010 en enlevant le concours des Championnats du monde en salle de Doha grâce à un bond à 8,17 m, devant le Sud-africain Godfrey Mokoena (8,08 m), un jour après avoir amélioré son record personnel en qualifications avec 8,19 m. Le 18 avril à Perth, Fabrice Lapierre remporte un nouveau titre national et atteint par ailleurs la marque de 8,78 m, performance non homologuée en raison d'un vent favorable de 3,1 m/s.
Plus tard dans la saison, il remporte le meeting de Shanghai puis celui de Gateshead, première et quatrième étape de la Ligue de diamant 2010, et se classe finalement deuxième du classement général derrière l'Américain Dwight Phillips. Il améliore entretemps son record personnel en sautant 8,40 m (+0,5 m/s) le 14 juillet à Nuoro, en Italie. 
En fin de saison 2010, l'Australien décroche la médaille d'or des Jeux du Commonwealth avec un saut à 8,30 m, devançant le Britannique Greg Rutherford et le Ghanéen Ignisious Gaisah.

### Vice-champion du monde (2015 et 2016)
Des blessures viennent le gêner de 2011 à 2015. Le 2 mai 2015, il saute 8,16 m à Austin (Texas), ce qui le qualifie pour les Championnats du monde à Pékin. Cela signifie son grand retour sur les pistes après cinq ans de galères. Aux Championnats du monde le mois d'août suivant, Lapierre remporte la médaille d'argent avec 8,24 m. Il est devancé par Greg Rutherford (8,41 m).
Le 20 mars 2016, Lapierre devient vice-champion du monde en salle lors des championnats du monde en salle de Portland avec un saut à 8,25 m, nouveau record continental en salle.
Le 3 avril suivant, il devient champion d'Australie avec 8,27 m, devant Henry Frayne (8,16 m). Le 22 mai, lors du Meeting international Mohammed-VI de Rabat, Fabrice Lapierre réalise un bond à 8,31 m puis 8,36 m (SB), ses meilleurs sauts depuis 2010.
Le 9 septembre, il prend la 2e du Mémorial Van Damme de Bruxelles avec 8,17 m derrière Luvo Manyonga (8,48 m) mais remporte le trophée de la Ligue de diamant pour la 1re fois de sa carrière.
Le 5 août 2017, Fabrice Lapierre ne peut pas remporter une seconde médaille mondiale consécutive, ne terminant qu'11e de la finale des championnats du monde de Londres avec 7,93 m.

### Retraite (2019)
Le 29 mars 2019, il annonce sur son compte instagram mettre fin à sa carrière sportive, à l'âge de 35 ans.

## Palmarès
| Date | Compétition                        | Lieu                               | Résultat | Marque  |
| ---- | ---------------------------------- | ---------------------------------- | -------- | ------- |
| 2002 | Championnats du monde juniors      | Kingston                           | 2e       | 7,74 m  |
| 2006 | Jeux du Commonwealth               | Melbourne                          | 3e       | 8,10 m  |
| 2006 | Coupe du monde des nations         | Athènes                            | 8e       | 7,58 m  |
| 2008 | Finale mondiale                    | Stuttgart                          | 1er      | 8,14 m  |
| 2009 | Championnats du monde              | Berlin                             | 4e       | 8,21 m  |
| 2009 | Finale mondiale                    | Thessalonique                      | 1er      | 8,33 m  |
| 2010 | Championnats du monde en salle     | Doha                               | 1er      | 8,17 m  |
| 2010 | Jeux du Commonwealth               | New Delhi                          | 1er      | 8,30 m  |
| 2010 | Ligue de diamant                   | Ligue de diamant                   | 2e       | détails |
| 2014 | Jeux du Commonwealth               | Glasgow                            | 4e       | 8,00 m  |
| 2015 | Championnats du monde              | Pékin                              | 2e       | 8,24 m  |
| 2016 | Championnats du monde en salle     | Portland                           | 2e       | 8,25 m  |
| 2016 | Jeux olympiques                    | Rio de Janeiro                     | 10e      | 7,87 m  |
| 2016 | Ligue de diamant                   | Ligue de diamant                   | 1er      | détails |
| 2017 | Circuit mondial en salle de l'IAAF | Circuit mondial en salle de l'IAAF | 2e       | détails |
| 2017 | Championnats du monde              | Londres                            | 11e      | 7,93 m  |
| 2018 | Jeux du Commonwealth               | Gold Coast                         | 12e      | 7,56 m  |

## Records
| Épreuve          | Épreuve   | Performance       | Lieu     | Date            |
| ---------------- | --------- | ----------------- | -------- | --------------- |
| Saut en longueur | Plein air | 8,40 m (+0,5 m/s) | Nuoro    | 14 juillet 2010 |
| Saut en longueur | Salle     | 8,25 m (AIR)      | Portland | 25 mars 2016    |